# 严时泰
严时泰（1480年—？），字应阶，号术山（𤇍山），浙江余姚县人，湖广武昌府江夏县匠籍，明朝政治人物，曾任永昌知府。

## 生平
原籍浙江余姚人。明弘治十四年（1501年）辛酉科湖广乡试第三十五名举人，正德六年（1511年）登辛未科会试第一百八十二名，三甲一百名进士，历官云南永昌府、江西南康府知府、江西按察司副使，嘉靖十六年（1537年）七月升广东布政司右参政，累遷四川布政使，晉南京太仆寺卿，二十六年十月升都察院右副都御史、巡抚四川，二十七年十一月升南京工部右侍郎，三十年二月以考察致仕。
严时泰与杨慎同届，故与杨交好，当杨氏不遇后曾提携杨氏。杨慎有《伏枕行赠严应阶》送严时泰。曾任云南任永昌知府，负责守卫滇西，後调任江西南康府。
明嘉靖丁亥（1527年），在中国缅甸边境腾冲（明时称为腾越）建龙光台。明嘉靖七年（1528年）离任云南，立碑刻明世宗嘉靖帝赐《重建永昌府敕谕》于府署，敕谕全文506字，碑高244厘米、宽94厘米，今尚存。

## 著作
《牢盆集》一卷、《專城稿》、《木山集》。

## 家族
曾祖嚴壽旻。祖父嚴傑。父嚴毅，義官。母史氏。具庆下。兄時瞻、時口（仪宾）、時雍、弟時英。